# フィリップ・コスティッチ
フィリップ・コスティッチ（セルビア語: Филип Костић、英語: Filip Kostic、1992年11月1日 - ）は、ユーゴスラビア（現・セルビア）出身のサッカー選手。セリエA・ユヴェントスFC所属。セルビア代表。ポジションはMF。

## クラブ経歴
2009年、セルビアのFKラドニチュキ・クラグイェヴァツでキャリアをスタート。
2012年8月、オランダ・エールディヴィジのFCフローニンゲンへ移籍。2013年10月20日のPSVアイントホーフェン戦で、オランダでの初ゴールを挙げる。　
2014年8月9日、ドイツ・ブンデスリーガのVfBシュトゥットガルトへ完全移籍した。
2016年7月25日、ハンブルガーSVへ2021年6月までの5年契約で完全移籍した。
2018年8月20日、アイントラハト・フランクフルトへ2020年6月まで2年間の期限付き移籍をした。
2019年5月17日、アイントラハト・フランクフルトはコスティッチに対する買い取りオプションを行使し、2023年6月30日までの新契約を締結したことを発表した。
2020年3月4日のDFBポカール準々決勝ヴェルダー・ブレーメン戦の後半92分に、エメル・トプラクの脹脛を踏みつける暴力行為を起こし、即刻主審からレッドカードを提示され一発退場処分を受けた。翌5日にDFBから4試合出場停止の処分を受けた。
2020-21シーズン、ミュラーの18アシストには及ばなかったが、リーグ第2位となる14アシストを決めてチームに貢献した。UEFAヨーロッパリーグ準々決勝、FCバルセロナ戦のセカンドレグでは2ゴールを奪って勝利に貢献、決勝のレンジャーズ戦でボレの同点ゴールをアシスト、PK戦でもPKを成功させて優勝を果たした。大会中通算6つのアシストを決めて大会最優秀選手に選ばれた。
2022年8月12日、ユヴェントスFCへの移籍が決定。契約は2026年6月30日までの4年間。移籍金は1200万ユーロに300万ユーロのボーナスが付随している。背番号はセルビア代表でも着用している17番。
2023-24シーズンから背番号を11に変更することを発表。
2023-24シーズン終了後、チアゴ・モッタの監督就任に伴い構想外となり、プレシーズンの試合にも招集されなくなった。
2024年9月9日、フェネルバフチェSKへのレンタル移籍が決定。

## 代表経歴
各年代のセルビア代表を経験。2015年にA代表に選出され、6月7日のアゼルバイジャンとの親善試合でA代表デビュー。2016年9月5日のワールドカップ予選アイルランド戦で代表初得点を挙げた。
2018年6月、2018 FIFAワールドカップを戦うセルビア代表に選出され、本大会ではグループステージ全3試合に出場した。

## 代表歴

### 出場大会
- セルビア代表
  - 2018 FIFAワールドカップ
  - 2022 FIFAワールドカップ

### 試合数
- 国際Aマッチ 60試合 3得点（2015年-）[15]

| セルビア代表 | 国際Aマッチ | 国際Aマッチ |
| 年           | 出場        | 得点        |
| ------------ | ----------- | ----------- |
| 2015         | 5           | 0           |
| 2016         | 8           | 2           |
| 2017         | 6           | 0           |
| 2018         | 9           | 0           |
| 2019         | 4           | 0           |
| 2020         | 3           | 0           |
| 2021         | 8           | 1           |
| 2022         | 9           | 0           |
| 2023         | 8           | 0           |
| 2024         |             |             |
| 通算         | 60          | 3           |

## タイトル

### チーム
フランクフルト
- UEFAヨーロッパリーグ：1回 (2021-22)

ユヴェントス
- コッパ・イタリア：1回 (2023-24)

### 個人
- ブンデスリーガベストイレブン : (2019-20)
- UEFAヨーロッパリーグアシスト王 : (2021-22)

- UEFAヨーロッパリーグベストイレブン : 2回 (2018-19, 2021-22)

- UEFAヨーロッパリーグ最優秀選手 : (2021-22)